# كامبو غراندي
كامبو غراندي (بالبرتغالية: Campo Grande) هي مدينة واقعة في ولاية ماتو غروسو دو سول، غرب البرازيل، بالقرب من بوليفيا والباراغواي، وهي عاصمتها. تأسست في 26 أغسطس 1899. عدد سكانها حوالي 800,000 نسمة ومساحتها 8.100 كم2.

## المناخ
يظهر الجدول التالي التغييرات المناخية على مدار السنة لكامبو غراندي:
| البيانات المناخية لـكامبو غراندي                                                                      | البيانات المناخية لـكامبو غراندي | البيانات المناخية لـكامبو غراندي | البيانات المناخية لـكامبو غراندي | البيانات المناخية لـكامبو غراندي | البيانات المناخية لـكامبو غراندي | البيانات المناخية لـكامبو غراندي | البيانات المناخية لـكامبو غراندي | البيانات المناخية لـكامبو غراندي | البيانات المناخية لـكامبو غراندي | البيانات المناخية لـكامبو غراندي | البيانات المناخية لـكامبو غراندي | البيانات المناخية لـكامبو غراندي | البيانات المناخية لـكامبو غراندي |
| الشهر                                                                                                 | يناير                            | فبراير                           | مارس                             | أبريل                            | مايو                             | يونيو                            | يوليو                            | أغسطس                            | سبتمبر                           | أكتوبر                           | نوفمبر                           | ديسمبر                           | المعدل السنوي                    |
| --- | -------------------------------- | -------------------------------- | -------------------------------- | -------------------------------- | -------------------------------- | -------------------------------- | -------------------------------- | -------------------------------- | -------------------------------- | -------------------------------- | -------------------------------- | -------------------------------- | -------------------------------- |
| الدرجة القصوى °م (°ف)                                                                                 | 34.6 (94.3)                      | 36.7 (98.1)                      | 35.1 (95.2)                      | 36.4 (97.5)                      | 32.5 (90.5)                      | 31.2 (88.2)                      | 32.6 (90.7)                      | 35.4 (95.7)                      | 36.8 (98.2)                      | 36.6 (97.9)                      | 39.7 (103.5)                     | 37.2 (99.0)                      | 39.7 (103.5)                     |
| متوسط درجة الحرارة الكبرى °م (°ف)                                                                     | 28.6 (83.5)                      | 30.4 (86.7)                      | 30.2 (86.4)                      | 29.2 (84.6)                      | 27.1 (80.8)                      | 26.1 (79.0)                      | 26.7 (80.1)                      | 29.0 (84.2)                      | 27.5 (81.5)                      | 30.6 (87.1)                      | 30.4 (86.7)                      | 29.8 (85.6)                      | 28.8 (83.8)                      |
| المتوسط اليومي °م (°ف)                                                                                | 24.4 (75.9)                      | 24.4 (75.9)                      | 24.0 (75.2)                      | 23.1 (73.6)                      | 20.4 (68.7)                      | 19.1 (66.4)                      | 19.3 (66.7)                      | 21.8 (71.2)                      | 22.6 (72.7)                      | 24.1 (75.4)                      | 24.3 (75.7)                      | 24.3 (75.7)                      | 22.7 (72.9)                      |
| متوسط درجة الحرارة الصغرى °م (°ف)                                                                     | 19.7 (67.5)                      | 20.1 (68.2)                      | 18.3 (64.9)                      | 18.4 (65.1)                      | 16.0 (60.8)                      | 15.3 (59.5)                      | 14.0 (57.2)                      | 16.0 (60.8)                      | 17.5 (63.5)                      | 18.9 (66.0)                      | 19.5 (67.1)                      | 20.4 (68.7)                      | 17.8 (64.0)                      |
| أدنى درجة حرارة °م (°ف)                                                                               | 12.5 (54.5)                      | 5.1 (41.2)                       | 9.3 (48.7)                       | 7.5 (45.5)                       | 2.0 (35.6)                       | 0.6 (33.1)                       | 2.5 (36.5)                       | −0.9 (30.4)                      | 2.0 (35.6)                       | 8.8 (47.8)                       | 6.9 (44.4)                       | 14.8 (58.6)                      | −0.9 (30.4)                      |
| الهطول مم (إنش)                                                                                       | 243.3 (9.58)                     | 187.1 (7.37)                     | 145.4 (5.72)                     | 101.2 (3.98)                     | 111.4 (4.39)                     | 44.8 (1.76)                      | 45.7 (1.80)                      | 39.7 (1.56)                      | 81.1 (3.19)                      | 130.0 (5.12)                     | 110.0 (4.33)                     | 229.3 (9.03)                     | 1٬469 (57.83)                    |
| متوسط أيام هطول الأمطار (≥ 0.1 mm)                                                                    | 17                               | 16                               | 14                               | 8                                | 7                                | 5                                | 4                                | 4                                | 6                                | 10                               | 13                               | 17                               | 121                              |
| متوسط الرطوبة النسبية (%)                                                                             | 80.8                             | 80.6                             | 78.0                             | 77.5                             | 74.8                             | 72.3                             | 65.9                             | 59.6                             | 63.2                             | 67.6                             | 72.5                             | 80.3                             | 72.8                             |
| ساعات سطوع الشمس الشهرية                                                                              | 203.1                            | 180.5                            | 209.8                            | 218.4                            | 220.1                            | 217.3                            | 240.0                            | 223.6                            | 171.6                            | 221.0                            | 219.8                            | 201.4                            | 2٬526٫6                          |
| المصدر #1: المنظمة العالمية للأرصاد الجوية, الإدارة الوطنية للمحيطات والغلاف الجوي (sun and humidity) |                                  |                                  |                                  |                                  |                                  |                                  |                                  |                                  |                                  |                                  |                                  |                                  |                                  |
| المصدر #2: Weatherbase (record highs and lows)                                                        |                                  |                                  |                                  |                                  |                                  |                                  |                                  |                                  |                                  |                                  |                                  |                                  |                                  |

## توأمة
لكامبو غراندي اتفاقيات توأمة مع كل من:
- تورينو
- غلزنكيرشن
- هاماماتسو
- بيدرو خوان كاباليرو
- Ponta Porã [الإنجليزية]‏
- روساريو
- سانت بول
- سريناغار
- تشنغتشو
- إيكويكو
- رام الله

## أعلام
- موللر
- جانيو كوادروس
- أندريه لويز رودريغيز لوبيز
- ألبرتو لويز دي سوزا
- لوان سانتانا